# Bouix
Bouix est une commune française située dans le canton de Châtillon-sur-Seine du département de la Côte-d'Or, en région Bourgogne-Franche-Comté.

## Géographie

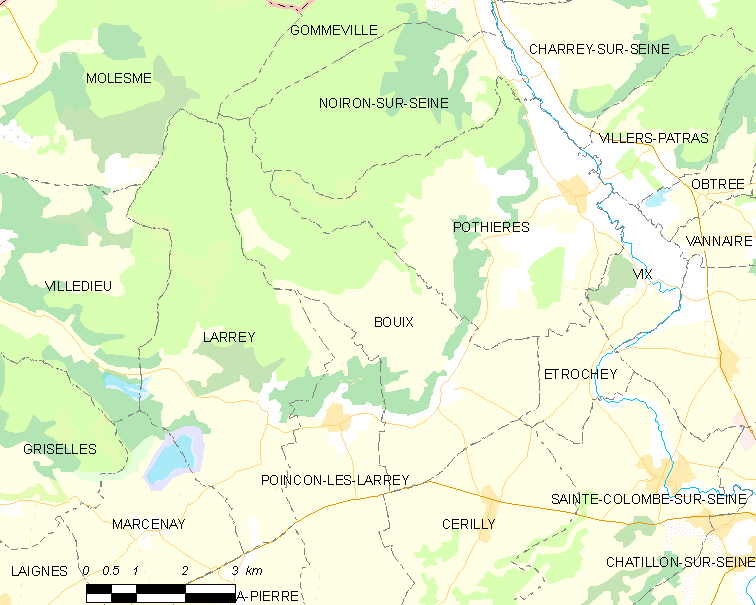

La commune de Bouix occupe une superficie de 15,5 km2 à une altitude comprise entre 211 et 344 m au pied d'un coteau exposé plein sud particulièrement favorable à la culture de la vigne.

### Hydrographie
La commune de Bouix n'est traversée par aucun cours d'eau notoire. Seule une mare châtillonnaise permet d'abreuver le bétail et on trouve un lavoir dans la partie basse du village.

### Climat
Pour des articles plus généraux, voir Climat de la Bourgogne-Franche-Comté et Climat de la Côte-d'Or.
En 2010, le climat de la commune est de type climat océanique dégradé des plaines du Centre et du Nord, selon une étude du Centre national de la recherche scientifique s'appuyant sur une série de données couvrant la période 1971-2000. En 2020, Météo-France publie une typologie des climats de la France métropolitaine dans laquelle la commune est exposée à un climat océanique altéré et est dans la région climatique  Lorraine, plateau de Langres, Morvan, caractérisée par un hiver rude (1,5 °C), des vents modérés et des brouillards fréquents en automne et hiver. 
Pour la période 1971-2000, la température annuelle moyenne est de 10,5 °C, avec une amplitude thermique annuelle de 16 °C. Le cumul annuel moyen de précipitations est de 862 mm, avec 12,8 jours de précipitations en janvier et 8,9 jours en juillet. Pour la période 1991-2020, la température moyenne annuelle observée sur la station météorologique de Météo-France la plus proche, « Châtillon/Seine », sur la commune de Châtillon-sur-Seine à 7 km à vol d'oiseau, est de 10,8 °C et le cumul annuel moyen de précipitations est de 832,8 mm,. Pour l'avenir, les paramètres climatiques de la commune estimés pour 2050 selon différents scénarios d'émission de gaz à effet de serre sont consultables sur un site dédié publié par Météo-France en novembre 2022.

## Urbanisme

### Typologie
Au 1er janvier 2024, Bouix est catégorisée commune rurale à habitat dispersé, selon la nouvelle grille communale de densité à 7 niveaux définie par l'Insee en 2022.
Elle est située hors unité urbaine. Par ailleurs la commune fait partie de l'aire d'attraction de Châtillon-sur-Seine, dont elle est une commune de la couronne,. Cette aire, qui regroupe 60 communes, est catégorisée dans les aires de moins de 50 000 habitants,.

### Occupation des sols
L'occupation des sols de la commune, telle qu'elle ressort de la base de données européenne d’occupation biophysique des sols Corine Land Cover (CLC), est marquée par l'importance des territoires agricoles (64,7 % en 2018), une proportion sensiblement équivalente à celle de 1990 (64,1 %). La répartition détaillée en 2018 est la suivante : terres arables (60,5 %), forêts (35,3 %), zones agricoles hétérogènes (4,1 %). L'évolution de l’occupation des sols de la commune et de ses infrastructures peut être observée sur les différentes représentations cartographiques du territoire : la carte de Cassini (XVIIIe siècle), la carte d'état-major (1820-1866) et les cartes ou photos aériennes de l'IGN pour la période actuelle (1950 à aujourd'hui).

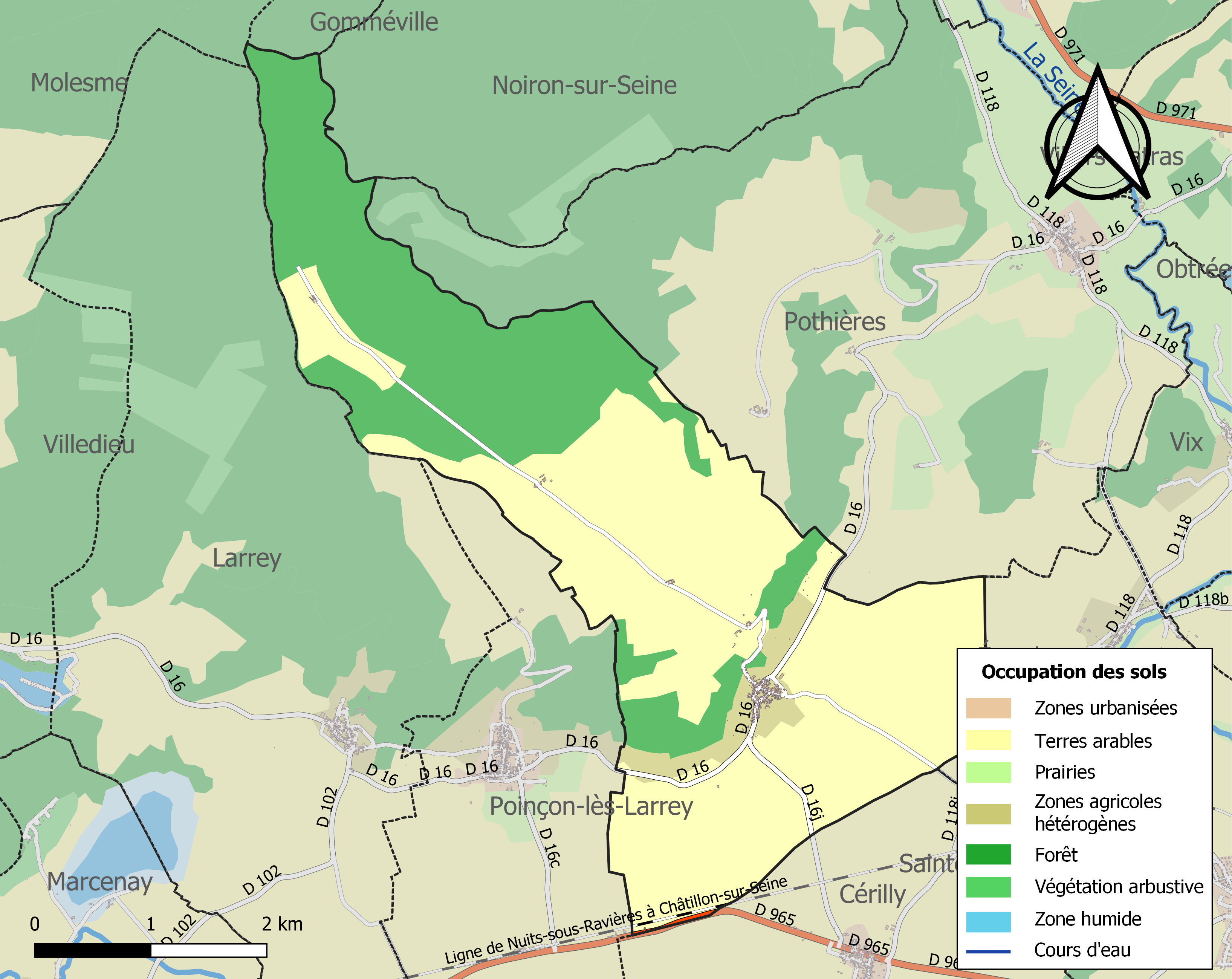
Carte des infrastructures et de l'occupation des sols de la commune en 2018 (CLC).

## Histoire

### Antiquité
En 2017, les traces d'une voie romaine sont identifiées près du village. 

### Temps modernes
Jusqu'à la Révolution Bouix dépend de l'abbaye de Pothières et fait partie du comté de Champagne. On y constate une vie sociale et collective typique des communautés rurales de l'Ancien Régime avec quelques comportements déviants (insultes, charivaris, etc.) imputables au premier chef à la jeunesse (membre des abbayes de jeunesse). Un lourd contentieux y oppose les villageois, l'abbaye de Pothières et les curés du village dans la première moitié du XVIIIe siècle.

### Époque contemporaine
Au XIXe siècle, des fours à chaux sont implantés sur le coteau qui fournit alors le vin blanc le plus réputé de la région. En 1894, Eugène Nesle écrit dans son livre, "Statistique monumentale, historique et pittoresque de la Côte-d'Or" : …la vigne blanche de Bouix a bien son mérite, le vin qu'elle produit est comparable au bon vin blanc de Chablis. Ce vignoble est actuellement en pleine renaissance.

## Politique et administration
| Période                                  | Période        | Identité         | Étiquette | Qualité |
| ---------------------------------------- | -------------- | ---------------- | --------- | ------- |
| mars 2001                                |                | Yves Mathieu     |           |         |
| juin 2020                                | septembre 2021 | Filippo Montagna |           |         |
| septembre 2021                           | en cours       | Fabienne Mathieu |           |         |
| Les données manquantes sont à compléter. |                |                  |           |         |

## Démographie
L'évolution du nombre d'habitants est connue à travers les recensements de la population effectués dans la commune depuis 1793. Pour les communes de moins de 10 000 habitants, une enquête de recensement portant sur toute la population est réalisée tous les cinq ans, les populations de référence des années intermédiaires étant quant à elles estimées par interpolation ou extrapolation. Pour la commune, le premier recensement exhaustif entrant dans le cadre du nouveau dispositif a été réalisé en 2005.

En 2022, la commune comptait 151 habitants, en évolution de −4,43 % par rapport à 2016 (Côte-d'Or : +0,82 %, France hors Mayotte : +2,11 %).
| 1793 | 1800 | 1806 | 1821 | 1831 | 1836 | 1841 | 1846 | 1851 |
| ---- | ---- | ---- | ---- | ---- | ---- | ---- | ---- | ---- |
| 500  | 472  | 489  | 652  | 441  | 470  | 450  | 432  | 420  |

| 1856 | 1861 | 1866 | 1872 | 1876 | 1881 | 1886 | 1891 | 1896 |
| ---- | ---- | ---- | ---- | ---- | ---- | ---- | ---- | ---- |
| 415  | 415  | 395  | 386  | 411  | 381  | 426  | 356  | 371  |

| 1901 | 1906 | 1911 | 1921 | 1926 | 1931 | 1936 | 1946 | 1954 |
| ---- | ---- | ---- | ---- | ---- | ---- | ---- | ---- | ---- |
| 351  | 343  | 340  | 288  | 250  | 245  | 220  | 198  | 187  |

| 1962 | 1968 | 1975 | 1982 | 1990 | 1999 | 2005 | 2006 | 2010 |
| ---- | ---- | ---- | ---- | ---- | ---- | ---- | ---- | ---- |
| 196  | 196  | 195  | 179  | 181  | 187  | 171  | 167  | 159  |

| 2015 | 2020 | 2022 | - | - | - | - | - | - |
| ---- | ---- | ---- | - | - | - | - | - | - |
| 159  | 150  | 151  | - | - | - | - | - | - |

## Culture locale et patrimoine

### Lieux et monuments
- Église Saint-Martin[19] de style flamboyant datée du XVIe siècle renferme une pierre tombale gravée de 1554 représentant la Résurrection des morts et une remarquable statue équestre de saint Martin en bois polychrome[20].
- Lavoir hors rivière du XIXe siècle.
- À la sortie sud, mare chatillonnaise et tilleul de Sully atteignant seize mètres de haut.

### Héraldique
| Blason | Blasonnement : Coupé : au 1er de gueules aux deux clés d'argent, passées en sautoir surmontées d'une fleur de lys d'or, au 2e d'argent aux trois grappes de raisin de sinople, tigées et feuillées aussi de sinople. |